# 比森特·伊沃拉
比森特·伊沃拉·德拉富恩特（西班牙語：Vicente Iborra de la Fuente，發音：[biˈθentejˈβora]；1988年1月16日—）是一位西班牙足球運動員。在場上的位置是防守型中場。現效力於西班牙足球乙级联赛球隊莱万特。

## 榮譽
西維爾
- 欧足联欧洲联赛冠軍：2013–14、[5] 2014–15、[6] 2015–16

維拉利爾
- 欧足联欧洲联赛冠軍：2020–21[7]